# Warner Brown
Warner Dwayne Brown (ur. 19 sierpnia 2002 w Kingston) – jamajski piłkarz grający na pozycji napastnika w klubie Arnett Gardens FC oraz reprezentacji Jamajki.

## Kariera
Pierwszym klubem Browna był jamajski Tivoli Gardens FC. Został z niego wypożyczony do amerykańskiego trzecioligowego Rochester Rhinos. W 2023 wyjechał do Słowenii, gdzie grał w NŠ Mura i ND Beltinci. W tym samym roku powrócił do ojczyzny i podpisał kontrakt z Arnett Gardens FC. W sezonie 204/25 został królem strzelców Jamaica Premier League z 22 golami na koncie.
W reprezentacji Jamajki zadebiutował 6 lutego 2025 przeciwko Trynidadowi i Tobago. Pierwszą bramkę w kadrze zdobył 25 marca 2025 w meczu z Saint Vincent i Grenadynami. Został powołany na Złoty Puchar CONCACAF 2025.